# Helicarion leopardina
Helicarion leopardina е вид коремоного от семейство Helicarionidae. Видът е световно застрашен, със статут Уязвим.

## Разпространение
Разпространен е в Австралия.